# Ivor Bulmer-Thomas
Ivor Bulmer-Thomas nebo jen Ivor Thomas (30. listopadu 1905 – 7. října 1993) byl velšský novinář a politik. Narodil se na území Cwmbrân a studoval v Pontypoolu. Později studoval na oxfordské St John's College. V roce 1930 začal pracovat pro noviny The Times. Později byl po dobu osmi let poslancem britského parlamentu. Po ukončení politické kariéry psal například pro The Times Literary Supplement a The Daily Telegraph. V roce 1984 mu byl udělen Řád britského impéria. Zemřel roku 1993 v Londýně.